# Bahira
Bahira o Bouhayra (Baḥīrā), conocido en latín como Sergio (Sergius), fue un monje sirio nestoriano, del gnosticismo maniqueo o, según otros, nasoreano del siglo VII.

## Bahira en el islam
La historia de Mahoma y su encuentro con Bahira se encuentra en las obras de los primeros historiadores musulmanes al-Tabari, Ibn Ishaq, Ibn Hisham, cuyas versiones difieren en algunos detalles. 
A la edad de 9 o 12 años Mahoma se reunió con Bahira en la ciudad de Bosra en Siria, durante su viaje con una caravana de La Meca acompañando a su tío Abu Talib. Cuando la caravana pasaba por su celda, el monje nestoriano invitó a la los comerciantes a una fiesta. Ellos aceptaron la invitación, dejando el niño a la guardia de los camellos. Bahira, sin embargo, insistió en que todos los miembros de la caravana participaran de la invitación. A continuación, una milagrosa aparición indicó al monje que Mahoma se convertiría en un profeta. 
Según una versión, esta revelación fue patente según los estigmas que Bahira encontró en el joven Mahoma; otras variantes de la historia dicen que fue un milagroso movimiento de una nube o un comportamiento inusual del sol que mantiene en sombra a Mahoma independientemente de la hora del día.
El monje Bahira reveló a Abu Talib su visión de Mahoma en el futuro, advirtiéndole de que lo protegiera de los judíos (en la versión de Ibn Ishaq), o de los bizantinos (en la versión de al-Tabari). 
Tanto Ibn Sa'd como al-Tabari, escribieron que Bahira encontró el anuncio de la venida de Mahoma en los evangelios primitivos u originales que poseía.
Este monje cristiano también habría adivinado la conversión al cristianismo de Waraqa, primo de su futura mujer, Jadiya.

## Bahira en el cristianismo
El siglo VII en el que vive Bahira está caracterizado por disputas cristológicas en torno a la naturaleza de Cristo. En este contexto surge el Islam que reconoce a Jesús, Isa en el Corán, como profeta de Dios. El nasoreanismo que profesaba Bahira, se basaba en considerar a Jesús solo como Mesías, negando su divinidad.
En la tradición cristiana, Bahira fue visto como un monje herético cuyos puntos de vista erróneos trasmitió a Mahoma. Ciertos autores arabistas sostienen que las obras de Bahira formaron la base de aquellas partes del Corán que se ajustan a los principios del cristianismo, mientras que el resto fue introducido por compiladores posteriores como Utman Ibn Affan o judíos o árabes contemporáneos a él. El nombre y afiliación religiosa del monje varían en diferentes fuentes cristianas. Por ejemplo, Juan de Damasco (muerto en 749), un escritor cristiano, afirma que Mahoma "habiendo encontrado el Antiguo y Nuevo Testamento por casualidad, al haber conversado con un monje arriano, ideó su propia herejía".
Para Abd-al Masih al-Kindi, que lo llama Sergio y más tarde Nestorio, Bahira era un nasoreano, un grupo generalmente asociado al nestorianismo. Desde el siglo IX, los polemistas bizantinos se refieren a él como Baeira o Pakhyras, ambos derivados del nombre Bahira, y lo describen como un iconoclasta. A veces, Bahira es reconocido como jacobita o arriano. Las primeras polémicas biografías de Mahoma comparten la afirmación de que cualquier supuesto analfabetismo de Mahoma no implicaba que recibiera instrucción religiosa únicamente del ángel Gabriel, y con frecuencia identifican a Bahira con un maestro religioso secreto de Mahoma, sin embargo, no existe alguna referencia histórica aceptable en la que se afirme que Bahira y Mahoma se hayan encontrado después de su primer y único encuentro.